# Головчино
Головчино (рос. Головчино) — село в Грайворонському районі Бєлгородської області, Росія.
Село розташоване на лівому березі річки Ворскли, притоки Дніпра, та її лівій притоці Березовій. Розташоване за 11 км на північний схід від міста Грайворон, та за 1 км від залізничної станції Хотмижськ.
У селі діє пункт пропуску через державний кордон з Україною Одноробівка — Головчино.
Населення села становить 5 288 осіб (2002).
На річці Лозовій збудовано ставки для рибництва, на березі Ворскли — дитячий табір «Світлячок».
Поряд з селом знаходиться військове містечко та центральна база зберігання ядерної зброї «Бєлгород-22».

## Люди
У селі народився Максименко Євген Іванович (1939—2021) — український і російський скульптор і педагог.